# ISO 3166-2:BF
ISO 3166-2:BF – kody ISO 3166-2 dla Burkina Faso.
Kody ISO 3166-2 to część standardu ISO 3166 publikowanego przez Międzynarodową Organizację Normalizacyjną. Kody te są przypisywane głównym jednostkom podziału administracyjnego, takim jak np. województwa czy stany, każdego kraju posiadającego kod w standardzie ISO 3166-1.
Aktualnie (2017) dla Burkina Faso zdefiniowano kody dla 13 regionów i 45 prowincji.
Pierwsza część oznaczenia to kod Burkina Faso zgodnie z ISO 3166-1, natomiast druga część oznaczenia znajdująca się po myślniku to dwucyfrowy lub trzyliterowy kod jednostki administracyjnej.

## Kody ISO

### Regiony
| Kod ISO | Nazwa jednostki administracyjnej | Rodzaj jednostki administracyjnej |
| ------- | -------------------------------- | --------------------------------- |
| BF-01   | Region Boucle du Mouhoun         | region                            |
| BF-02   | Region Cascades                  | region                            |
| BF-03   | Region Centralny                 | region                            |
| BF-04   | Region Centralno-Wschodni        | region                            |
| BF-05   | Region Centralno-Północny        | region                            |
| BF-06   | Region Centralno-Zachodni        | region                            |
| BF-07   | Region Centralno-Południowy      | region                            |
| BF-08   | Region Wschodni                  | region                            |
| BF-09   | Region Hauts-Bassins             | region                            |
| BF-10   | Region Północny                  | region                            |
| BF-11   | Region Plateau-Central           | region                            |
| BF-12   | Region Sahel                     | region                            |
| BF-13   | Region Południowo-Zachodni       | region                            |

### Prowincje
| Kod ISO | Nazwa jednostki administracyjnej | Rodzaj jednostki administracyjnej |
| ------- | -------------------------------- | --------------------------------- |
| BF-BAL  | Prowincja Balé                   | prowincja                         |
| BF-BAM  | Prowincja Bam                    | prowincja                         |
| BF-BAN  | Prowincja Banwa                  | prowincja                         |
| BF-BAZ  | Prowincja Bazéga                 | prowincja                         |
| BF-BGR  | Prowincja Bougouriba             | prowincja                         |
| BF-BLG  | Prowincja Boulgou                | prowincja                         |
| BF-BLK  | Prowincja Boulkiemdé             | prowincja                         |
| BF-COM  | Prowincja Comoé                  | prowincja                         |
| BF-GAN  | Prowincja Ganzourgou             | prowincja                         |
| BF-GNA  | Prowincja Gnagna                 | prowincja                         |
| BF-GOU  | Prowincja Gourma                 | prowincja                         |
| BF-HOU  | Prowincja Houet                  | prowincja                         |
| BF-IOB  | Prowincja Ioba                   | prowincja                         |
| BF-KAD  | Prowincja Kadiogo                | prowincja                         |
| BF-KEN  | Prowincja Kénédougou             | prowincja                         |
| BF-KMD  | Prowincja Komondjari             | prowincja                         |
| BF-KMP  | Prowincja Kompienga              | prowincja                         |
| BF-KOS  | Prowincja Kossi                  | prowincja                         |
| BF-KOP  | Prowincja Koulpélogo             | prowincja                         |
| BF-KOT  | Prowincja Kouritenga             | prowincja                         |
| BF-KOW  | Prowincja Kourwéogo              | prowincja                         |
| BF-LER  | Prowincja Léraba                 | prowincja                         |
| BF-LOR  | Prowincja Loroum                 | prowincja                         |
| BF-MOU  | Prowincja Mouhoun                | prowincja                         |
| BF-NAO  | Prowincja Nahouri                | prowincja                         |
| BF-NAM  | Prowincja Namentenga             | prowincja                         |
| BF-NAY  | Prowincja Nayala                 | prowincja                         |
| BF-NOU  | Prowincja Noumbiel               | prowincja                         |
| BF-OUB  | Prowincja Oubritenga             | prowincja                         |
| BF-OUD  | Prowincja Oudalan                | prowincja                         |
| BF-PAS  | Prowincja Passoré                | prowincja                         |
| BF-PON  | Prowincja Poni                   | prowincja                         |
| BF-SNG  | Prowincja Sanguié                | prowincja                         |
| BF-SMT  | Prowincja Sanmatenga             | prowincja                         |
| BF-SEN  | Prowincja Séno                   | prowincja                         |
| BF-SIS  | Prowincja Sissili                | prowincja                         |
| BF-SOM  | Prowincja Soum                   | prowincja                         |
| BF-SOR  | Prowincja Sourou                 | prowincja                         |
| BF-TAP  | Prowincja Tapoa                  | prowincja                         |
| BF-TUI  | Prowincja Tuy                    | prowincja                         |
| BF-YAG  | Prowincja Yagha                  | prowincja                         |
| BF-YAT  | Prowincja Yatenga                | prowincja                         |
| BF-ZIR  | Prowincja Ziro                   | prowincja                         |
| BF-ZON  | Prowincja Zondoma                | prowincja                         |
| BF-ZOU  | Prowincja Zoundwéogo             | prowincja                         |